# Séquence répétée
Chez l'homme, les séquences répétées représentent 50 % du génome. Dans les séquences d'ADN hautement répétitives, on distingue principalement trois types de séquences répétées :
- Séquences localisées répétées en tandem :
- ADN satellites : répété environ 5 000 fois, et se trouvent au niveau des centromères[Passage contradictoire], il en existe différentes catégories.
  - Séquences microsatellites : des séquences d'une à cinq paires de bases sont répétées un grand nombre de fois, répétitions longues de plusieurs kilobases (Kb), il y a plus de 10 000 zones de répétition dans le génome.
  - Séquences minisatellites : des séquences de quinze à vingt-cinq paires de bases (pb) sont répétées un grand nombre de fois (mille à deux mille fois) . Ils sont télomériques[Passage contradictoire], très polymorphes.
  - Grands blocs d'ADN satellite (environ 10 % du génome humain) : blocs allant jusqu'à une dizaine de mégabases, localisés très majoritairement au niveau des centromères et télomères. Il y a des possibilités d'erreurs lors de l'ajout des séquences monotones.

- Les tranposons : constituent des séquences répétées dispersées. Ils sont répartis sur l'ensemble du génome :
  - Les rétrotransposons :
    - Petits éléments nucléaires intercalés (SINE) : leur taille varie entre 130 et 500 pb, les plus abondantes chez l'homme sont les séquences ALU.
    - Longs éléments nucléaires intercalés (LINE) : leur taille est de quelques kilobases ou plus précisément 6 000 à 7 000 pb. Ils constituent 17 % du génome humain. Les éléments LINE-1 ou L1 sont toujours actifs chez l'homme.
    - Les rétrotransposons à séquences terminales longues répétées (LTR), présents en très grand nombre (~ 400 000 copies), ils peuvent provenir de rétrovirus.

  - Les transposons à ADN
    - transposons à ADN : ils représentent environ 300 000 copies et sont issus de la transposition de certains gènes d'une partie d'un chromosome, voire d'un chromosome complètement différent, vers une autre partie du génome.